# Universidad Católica Santiago de Guayaquil
Die Universidad Catolica de Santiago de Guayaquil (UCSG) ist eine katholische Privatuniversität in Ecuador.

## Geschichte
Die Hochschule wurde am 17. Mai 1962 durch César Antonio Mosquera Corral, Erzbischof von Guayaquil, gegründet. Der Jesuitenpater Joaquín Flor Vásconez SJ war Gründungsrektor. Unterstützt wurde die Gründung durch den Präsidenten Ecuadors Carlos Julio Arosemena Monroy sowie durch Richard Kardinal Cushing und Julius Kardinal Döpfner.

## Organisation
Die Universidad Catolica de Santiago de Guayaquil wird als führende Universität Ecuadors eingestuft. An 9 Fakultäten werden über 40 Studiengänge in der Ausbildung angeboten; in einem umfangreichen postgradualen Weiterbildungsprogramm mit angegliedertem Fernstudienzentrum können sich Studenten weltweit einschreiben.

## Fakultäten
- Ingenieurwissenschaften
- Rechtswissenschaften
- Philosophie, Literatur- und Kommunikationswissenschaften
- Wirtschaftswissenschaften
- Medizin
- Architektur
- Ingenieurökonomie
- Innovationswissenschaften
- Kunst- und Geisteswissenschaften

## Internationale Hochschulpartnerschaften (Auswahl)
- Educatis University, Schweiz
- Fachhochschule Nordwestschweiz, Schweiz
- George Washington University, USA
- Hochschule Coburg, Deutschland
- Université catholique de Louvain, Belgien
- Universität Venedig, Italien